# زاره ورپونی
زاره ورپونی (ارمنی: Զարեհ Որբունի; انگلیسی: Zareh Vorpuni؛ زادهٔ ۲۴ مهٔ ۱۹۰۲ - درگذشته  دسامبر ۱۹۸۰) یک رمان‌نویس، ویراستار، نویسنده ارمنی‌تبار بود.

## زندگی
زاره ورپونی در شهر اردو در ساحل جنوب شرقی دریای سیاه به دنیا آمد. تحصیلات ابتدایی را در مدرسه محلی موسسیان فرا گرفت. پدرش در زمان نسل‌کشی ارمنی‌ها در سال ۱۹۱۵ توسط دولت ترکان جوان کشته شد و مادرش نیز به همراه چهار فرزندش، زاره، نورهان، ملانوش، و کاراپت به سواستوپول در شبه‌جزیره کریمه گریخت. پس از یک سال خانواده به کنستانتینوپل نقل مکان نمود جایی که زاره بین سال‌های ۱۹۱۹ تا ۱۹۲۲ در مدرسه بربریان حضور یافت و در ۱۹۲۲ به فرانسه نقل مکان نمودند. آنها به مدت دو سال در مارسی، سپس پاریس (۱۹۲۴–۳۰) و استراسبورگ (۱۹۳۰–۳۷) زندگی کردند. از اولین روزهای اقامت در فرانسه زاره به عنوان یک کتابخوان مشتاق خود را با روند فکری اروپایی و آثار برجسته ادبیات فرانسه از جمله مارسل پروست آشنا نمود.